# Michael Swift
Michael Owen Swift (koreanisch 마이클 스위프트; * 26. März 1987 in Peterborough, Ontario) ist ein ehemaliger kanadischer Eishockeyspieler mit südkoreanischer Staatsbürgerschaft, der im Verlauf seiner aktiven Karriere zwischen 2004 und 2019 unter anderem 198 Spiele in der American Hockey League (AHL) auf der Position des Centers bestritten hat. Zudem war Swift acht Spielzeiten in Südkorea aktiv. Sein Cousin Bryan Young war ebenfalls professioneller Eishockeyspieler und eingebürgerter Südkoreaner.

## Karriere
Swift spielte zunächst bis 2004 bei mehreren Teams in der Ontario Provincial Junior Hockey League (OPJHL). Nachdem er in der OHL Priority Selection 2003 in der zehnten Runde an 186. Stelle von den Mississauga IceDogs aus der Ontario Hockey League ausgewählt worden war, schloss er sich zum Ende der Saison 2003/04 dem Team an. Er blieb der Mannschaft bis zu ihrem Umzug nach St. Catharines und der Umbenennung in Niagara IceDogs treu. Die Play-offs der Saison 2006/07 verbrachte der Stürmer bei den Laredo Bucks in der Central Hockey League, ehe er sich zur Spielzeit 2007/08 den Niagara IceDogs anschloss. In seiner letzten OHL-Saison wurde er mit der Leo Lalonde Memorial Trophy für den besten Overage-Spieler – einen Akteur, der beim Saisonstart bereits 20 Jahre alt ist – ausgezeichnet.
Da Swift ungedraftet blieb, unterschrieb er im Sommer 2008 als Free Agent einen Vertrag bei den Lowell Devils aus der American Hockey League, dem damaligen Farmteam der New Jersey Devils aus der National Hockey League. Der Center spielte zwei Jahre für das Team und gehörte in der Saison 2010/11 auch dem Nachfolge-Franchise Albany Devils an, ehe im Februar 2011 gemeinsam mit Patrick Davis an die San Jose Sharks abgegeben wurde. Im Gegenzug wechselten Jay Leach und Steven Zalewski nach New Jersey. Bei seinem neuen Klub kam Swift in den folgenden zwei Monaten ausschließlich im AHL-Farmteam Worcester Sharks zum Einsatz. Sein auslaufender Vertrag wurde anschließend nicht verlängert.
Erneut als vertragsloser Spieler schloss sich Swift im August 2011 High1 aus der supranationalen Asia League Ice Hockey an. In seiner ersten Spielzeit dort wurde er zum wertvollsten Spieler der Liga gewählt. Darüber hinaus war er in allen relevanten Offensiv-Statistiken Ligaführender. Dies wiederholte er in der folgenden Saison mit Ausnahme des MVP-Titels. Im Spieljahr 2013/14 war er zum dritten Mal in Folge bester Torschütze der gesamten Liga. Die Mannschaft qualifizierte sich außerdem erstmals seit der Saison 2009/10 wieder für die Playoffs. Auch 2015 und 2016 war er erneut Topscorer der Asia League. Zur Saison 2018/19 wechselte der Kanadier nach sieben Spielzeiten bei High1 zum Ligakonkurrenten Daemyung Killer Whales. Nach der Saison beendete der 32-Jährige seine aktive Karriere.

### International
Swift wurde im Januar 2014 eingebürgert und war dadurch, dass er zu diesem Zeitpunkt bereits zwei komplette Spielzeiten bei einem südkoreanischen Team verbracht hatte und zuvor keine internationalen Einsätze für die kanadische Eishockeynationalmannschaft zu verzeichnen hatte, fortan für die südkoreanische Eishockeynationalmannschaft spielberechtigt. Im Rahmen der Weltmeisterschaft der Division IA 2014 gab er sein Debüt für Südkorea. Zwar konnte Swift in fünf Turnierspielen drei Scorerpunkte beisteuern, konnte den Abstieg in die Gruppe B der Division I auf heimischen Eis in Goyang aber nicht verhindern. Mit seinem Cousin Bryan Young und Brock Radunske gehörten zwei weitere gebürtige Kanadier zum südkoreanischen WM-Aufgebot.
Bei der Weltmeisterschaft der Division I, Gruppe B, 2015 in Eindhoven erzielte Swift in fünf Spielen fünf Tore und vier Assists und avancierte zum besten Scorer des Turniers. Mit dieser Leistung hatte er großen Anteil am Abschneiden der Mannschaft Südkoreas (vier Siegen und eine Niederlage in fünf Spielen) und konnte den Aufstieg in die A-Gruppe der Division I feiern. Dort konnten sich die Südkoreaner bei der Weltmeisterschaft 2016 durch zwei Siege gegen Polen und Japan halten, wozu Swift als Torschützenkönig (gemeinsam mit dem Polen Tomasz Malasiński), der auch in das All-Star-Team des Turniers gewählt wurde, maßgeblich beitrug. Bei der Weltmeisterschaft 2017 gelang Swift mit den Südkoreanern dann der erstmalige Aufstieg in die Top-Division.

## Erfolge und Auszeichnungen
| - 2008 Leo Lalonde Memorial Trophy - 2012 Topscorer der Asia League Ice Hockey - 2012 Bester Torschütze der Asia League Ice Hockey - 2012 Bester Vorlagengeber der Asia League Ice Hockey - 2012 Wertvollster Spieler der Asia League Ice Hockey | - 2013 Bester Torschütze der Asia League Ice Hockey - 2013 Bester Vorlagengeber der Asia League Ice Hockey - 2014 Bester Torschütze der Asia League Ice Hockey - 2015 Topscorer der Asia League Ice Hockey - 2016 Topscorer der Asia League Ice Hockey |

### International
| - 2015 Aufstieg in die Division IA bei der Weltmeisterschaft der Division IB - 2015 Topscorer der Weltmeisterschaft der Division IB - 2016 Bester Torschütze der Weltmeisterschaft der Division IA | - 2016 All-Star-Team der Weltmeisterschaft der Division IA - 2017 Silbermedaille bei den Winter-Asienspielen - 2017 Aufstieg in die Top-Division bei der Weltmeisterschaft der Division IA |

## Karrierestatistik

### International
Vertrat Südkorea bei:
| - Weltmeisterschaft der Division IA 2014 - Weltmeisterschaft der Division IB 2015 - Weltmeisterschaft der Division IA 2016 - Winter-Asienspiele 2017 | - Weltmeisterschaft der Division IA 2017 - Olympischen Winterspielen 2018 - Weltmeisterschaft 2018 |

(Legende zur Spielerstatistik: Sp oder GP = absolvierte Spiele; T oder G = erzielte Tore; V oder A = erzielte Assists; Pkt oder Pts = erzielte Scorerpunkte; SM oder PIM = erhaltene Strafminuten; +/− = Plus/Minus-Bilanz; PP = erzielte Überzahltore; SH = erzielte Unterzahltore; GW = erzielte Siegtore; 1 Play-downs/Relegation; Kursiv: Statistik nicht vollständig)